# Pirata sedentarius
Pirata sedentarius este o specie de păianjeni din genul Pirata, familia Lycosidae, descrisă de Montgomery, 1904. Conform Catalogue of Life specia Pirata sedentarius nu are subspecii cunoscute.